# 스카 시티
《스카 시티》(영어: Scar City, 이전 제목 영어: Scarred City)는 미국에서 제작된 켄 샌젤 감독의 1998년 액션 영화이다. 스티븐 볼드윈, 티아 커레어 등이 출연하였다.

## 출연진
- 스티븐 볼드윈
- 티아 커레어
- 마이클 리스폴리
- 채즈 팰민테리
- 게리 도단
- DB 우드사이드
- 래리 머네티